# Thermocyclops trichophorus
Thermocyclops trichophorus – gatunek widłonoga z rodziny Cyclopidae. Nazwa naukowa tego gatunku skorupiaków została opublikowana w 1930 roku przez niemieckiego zoologa Friedricha Kiefera.